# Kongó Gumi
Kongó Gumi (japonsky: 株式会社金剛組, Kabušiki Gaiša Kongó Gumi) byla nejstarší nepřetržitě fungující firma na světě založená v roce 578, jejíž samostatná existence skončila po 1428 letech v roce 2006. Rodinná stavební firma sídlící v japonské Ósace vznikla v roce 578, když princ Šótoku pozval členy rodiny Kongóů z korejského státu Pekče do Japonska, aby zde postavili (stále ještě existující) buddhistický chrám Šitennódži. V následujících staletích se Kongó Gumi podílela na vzniku mnoha slavných a významných staveb včetně Ósackého hradu a chrámu Hórjúdži v prefektuře Nara.
Třímetrový svitek ze 17. století dokládá historii firmy po 40 generací nazpět. Stejně jako u mnoha dalších významných japonských rodin se v případě potřeby manželé dcer připojili ke klanu Kongóů a převzali i rodové jméno. Tak byla zajištěna rodová kontinuita buď skrze syna nebo skrze dceru.
Na počátku 21. století se firma dostala do vážných finančních těžkostí, které v lednu 2006 vyústily v převzetí Kongó Gumi korporací Takamatsu. Před krachem zaměstnávala Kongó Gumi v roce 2005 více než 100 zaměstnanců, měla roční obrat 7,5 mld. JPY (70 mil. USD) a stále se specializovala na stavbu buddhistických chrámů. Posledním prezidentem byl Masakazu Kongó, člen 40. generace rodiny Kongóů ve vedení firmy. Kongó Gumi je v současnosti (březen 2008) dceřinou společností firmy Takamatsu.